# Aristaeopsis edwardsiana
Il gambero rosso atlantico (Aristaeopsis edwardsiana [Johnson, 1868],) è un crostaceo decapode appartenente alla famiglia Aristeidae.

## Distribuzione e habitat
È una specie tipica delle acque tropicali profonde: vive fino a 1850 m di profondità, anche se di solito non scende oltre i 900. Difficilmente può essere trovato al di sopra dei 250 m.
È diffuso in tutti gli oceani.
Nell'oceano Atlantico è comune dalle Canarie e Azzorre, al golfo del Messico e lungo le coste di Spagna, dove è chiamato Carabinero, Portogallo, Marocco e dell'Africa occidentale. Si trova anche in Africa orientale (Mozambico, Tanzania) e nell'oceano Pacifico (Australia, Polinesia Francese, Nuova Caledonia, Nuova Zelanda). Vive prevalentemente in zone con fondali fangosi.
Si pesca in misura minore nel mar Mediterraneo, nelle coste spagnole e algerine, ma è stato segnalato anche sulle coste della Francia e nelle coste italiane, in particolare nel Tirreno.

## Descrizione
Presenta un rostro allungato, liscio nelle femmine, che sono di grandi dimensioni e possono raggiungere infatti i 33,4 cm. Gli esemplari maschili non raggiungono i 20. La colorazione è di un rosso intenso, talvolta molto scuro, sia sul carapace che sulle appendici e sui segmenti dell'addome, dove l'esoscheletro è carenato.

## Pesca
Questa specie è presente nei mercati ittici, spesso congelata, in Spagna e nell'Africa occidentale. È catturato dalla pesca a strascico.